# مینارد فرگوسن
مینارد فرگوسن (انگلیسی: Maynard Ferguson؛ ۴ مهٔ ۱۹۲۸ – ۲۳ اوت ۲۰۰۶) یک موسیقی‌دان اهل کانادا بود.